# Ivar Skogsrud
Ivar Skogsrud – norweski biathlonista i biegacz narciarski. Największy sukces w karierze osiągnął w 1959 roku, kiedy wspólnie z Knutem Woldem i Henrym Hermansenem zdobył brązowy medal w drużynie na mistrzostwach świata w Courmayeur. Na tych samych mistrzostwach zajął również trzynaste miejsce w biegu indywidualnym. Na rozgrywanych dwa lata później mistrzostwach świata w Umeå był szesnasty w biegu indywidualnym i czwarty w drużynie. Były to jego jedyne starty na imprezach tego cyklu. Nigdy nie wziął udziału w igrzyskach olimpijskich. Nigdy nie wystąpił w zawodach Pucharu Świata.
W 1967 roku wygrał maraton narciarski Birkebeinerrennet.

## Osiągnięcia

### Mistrzostwa świata
| Rok  | Miejscowość | Konkurencje | Konkurencje | Konkurencje | Konkurencje | Konkurencje | Konkurencje | Konkurencje |
| Rok  | Miejscowość | IN          | SP          | PU          | MS          | RL          | MR          | SR          |
| ---- | ----------- | ----------- | ----------- | ----------- | ----------- | ----------- | ----------- | ----------- |
| 1959 | Courmayeur  | 13.         | nd.         | nd.         | nd.         | 3.          | nd.         | –           |
| 1961 | Umeå        | 16.         | nd.         | nd.         | nd.         | 4.          | nd.         | –           |